# Guji (sockenhuvudort i Kina, Yunnan Sheng, lat 27,17, long 103,28)
Guji är en sockenhuvudort i Kina. Den ligger i provinsen Yunnan, i den sydvästra delen av landet, omkring 240 kilometer norr om provinshuvudstaden Kunming. Antalet invånare är 32 115. Befolkningen består av 14 500 kvinnor och 17 615 män. Barn under 15 år utgör 30 %, vuxna 15-64 år 64 %, och äldre över 65 år 5,0 %.
Runt Guji är det ganska tätbefolkat, med 248 invånare per kvadratkilometer. Guji är det största samhället i trakten. Omgivningarna runt Guji är en mosaik av jordbruksmark och naturlig växtlighet.
Genomsnittlig årsnederbörd är 1 022 millimeter. Den regnigaste månaden är juli, med i genomsnitt 230 mm nederbörd, och den torraste är december, med 5 mm nederbörd.